# Елена Басараб
Елена Басараб (рођена Елена Настурел, рум. Elena Năsturel) је била влашка грофица, од 1612. године супруга грофа Матеја (Матејаша) Басараба. Била је ћерка дворјанина Радуа Настурела, а предак по мајци јој је био Михај Храбри. Матеј и она су имали сина Матејаша, који је умро млад.
Елена је била покровитељка уметности, ктиторка и донаторка многих културних и верских установа. Финансирала је штампање многих средњовековних књига.